# Stragania mundus
Stragania mundus är en insektsart som beskrevs av Philip Reese Uhler 1896. Stragania mundus ingår i släktet Stragania och familjen dvärgstritar. Inga underarter finns listade i Catalogue of Life.